# Sidi Ahmed Essayeh
Sidi Ahmed Essayeh (àrab سيدي أحمد السايح) és una comuna rural de la província d'Essaouira de la regió de Marràqueix-Safi. Segons el cens de 2014 tenia una població total de 6.165 persones.